# Qüxü
Qüxü (o Chushur, Chusul) è una città della prefettura di Lhasa nella Regione Autonoma del Tibet. È il capoluogo della contea di Qüxü, si trova 48 chilometri a sud ovest di Lhasa.